# 亨里克·克里斯托弗森
亨里克·克里斯托弗森（挪威語：Henrik Kristoffersen，1994年7月2日—）生于勒伦斯科格，是一名挪威男子高山滑雪运动员。他的父亲Lars是一名前滑雪选手，他也在五岁时受父亲的影响开始接触滑雪。2012年3月，他完成了个人的世界杯分站赛首秀。2014年2月，他出战索契冬奥，在曲道项目上以1分42秒67的成绩获得铜牌，以19岁的年龄成为历史上年龄最小的奥运高山滑雪奖牌得主。